# هاينر شومان
هاينر شومان (بالألمانية: Heiner Schuhmann) هو لاعب كرة قدم ألماني في مركز الدفاع، ولد في 4 نوفمبر 1948. لعب مع تشفابين أوغسبورغ وميونخ 1860 ونادي آوغسبورغ.

## وصلات خارجية
- هاينر شومان على موقع بيانات كرة القدم. دي إي (الألمانية)
- هاينر شومان على موقع عالم كرة القدم.نت (الإنجليزية)